# Kłokocin
Kłokocin – część miasta i dzielnica Rybnika położona na południowo-wschodnich obrzeżach miasta. Liczbę mieszkańców szacuje się na 2591 osób.
Wcześniej Kłokocin był osobną wsią. 31 grudnia 1961 włączony do Boguszowic, a 27 maja 1975 wraz z nimi do Rybnika.

## Nazwa
W 1295 w Liber fundationis episcopatus Vratislaviensis miejscowość wymieniona jest jako Clocochina we fragmencie Clocochina decima more polonico, jako wieś położona w pobliżu Rybnika, Żor i Wodzisławia.
Inna dawna nazwa „Kokoczyń” jest podobna do gwarowego „kokot” i mogła być związana z hodowlą drobiu w tej okolicy.Inna wersja głosi,że pochodzi od krzewu kłokoczki południowej,śl.kokocz niegdyś popularnego w tych okolicach.

## Komunikacja
Przez dzielnicę przebiega Autostrada A1. Komunikacja Kłokocina z resztą miasta należy do jednej ze słabiej rozwiniętych (2 linie autobusowe – 45 i 42), przez co większość mieszkańców korzysta z prywatnych środków lokomocji. Dzielnicę tę można uznać za jedną z najlepiej przygotowanych pod budowę domków jednorodzinnych w mieście. Zarówno duża liczba gruntów oraz zanik wiejskiej charakterystyki dzielnicy na poczet „przedmieść dużego miasta” sprawiają, że przed Kłokocinem stoi perspektywa dalszego rozwoju. Przez Kłokocin przebiegają pozostałości dawnej linii kolejowej, których śladem planuje się poprowadzić trasę rowerową.

## Edukacja
Na terenie dzielnicy znajdują się Przedszkole nr. 21 i Szkoła Podstawowa nr. 19.

## Kultura
Na terenie dzielnicy znajduje się Centrum Aktywności Lokalnej i Muzeum Wojny Obronnej Rybnik'39

### Pomniki
Na skraju dzielnicy znajduje się Grób Nieznanego Żołnierza.